# Le Siège de Rhodes par les Turcs en 1480
Pour les articles homonymes, voir Siège de Rhodes.
Le Siège de Rhodes par les Turcs en 1480 est un tableau conservé au musée du vin de Champagne et d'Archéologie régionale d'Épernay. Il représente la résistance victorieuse des chrétiens face aux Turcs qui assiégeaient Rhodes en 1480.
Le tableau est très probablement commandé par Antoine d'Aubusson, qui a participé à la défense de Rhodes, sur ordre du roi de France Louis XI, qui veut l'exposer à Notre-Dame de Paris avec une statue. Son style est proche des enluminures du manuscrit Gestorum Rhodie obsidionis commentarii, écrit par Guillaume Caoursin au même moment. L'inscription latine du tableau est reprise assez fidèlement du texte de Guillaume Caoursin.
Les chanoines de Notre-Dame de Paris refusent, malgré l'insistance du roi Charles VIII, de l'exposer dans la cathédrale, parce qu'ils pensent que ce n'est pas convenable. On retrouve trace du tableau au XIXe siècle.

## Présentation

### Description
Le Siège de Rhodes par les Turcs en 1480  est une huile sur bois (transposé sur toile). ce tableau est conservé au musée du vin de Champagne et d'Archéologie régionale d'Épernay.
Le Siège de Rhodes par les Turcs en 1480 commémore la résistance victorieuse des chrétiens face aux Turcs qui assiégeaient Rhodes en 1480. Il semble y coexister deux styles, correspondant peut-être à deux artistes différents : les détails de la scène de bataille évoquent un spécialiste de l'illustration des livres, comme le Maître du Cardinal de Bourbon, alors que la Vierge et les anges, par leur douceur et leur composition, semblent être l'œuvre d'un peintre de panneau, sensible à une influence nordique,.

### L'inscription sous le tableau
L'inscription latine en bas du tableau porte le texte suivant : 
« Urbis Rhodiorum expugnande gracia Turci classe centum velorum et militum milium centum Rhodum appulerunt .X.m kall. Junii anno Domini 1480 ; strenuissimo domino Petro d’Aubusson ex illustri // familia apud Gallias orto, tunc Rhodiorum magistro, pugnatum est ingenti utriusque partis virtute diebus novem et octoginta, tandem quinto kall. Augusti Turci scalis muros conscendunt // et menia occupant. Ex quibus duo mille quingenti intra muros recepti, simul et alii mille quingenti intra munitiones occisi sunt ; fama constans est visionis miraculo territos loco cessisse. // Ayunt enim crucem in aere visam, candidissimam virginem, sanctum quoque Johannem presidio astantem. In ea obsidione occisi Turcorum octo mille, vulnerati quindecim mille. »

L'historien Laurent Vissière propose de le traduire ainsi : 

« Pour assiéger la ville de Rhodes, les Turcs débarquèrent sur l’île avec une flotte de cent vaisseaux et cent mille soldats, le Xe jour des calendes de juin [ 23 mai] l’an du Seigneur 1480. Sous le commandement du très actif seigneur Pierre d’Aubusson, issu d’une illustre famille française, alors maître des Rhodiens, on combattit avec, des deux côtés, un extraordinaire courage, pendant 89 jours. Enfin, le Ve jour des calendes d’août [28 juillet], les Turcs prennent d’assaut les murailles avec des échelles et occupent les remparts. 2 500 d’entre eux pénétrèrent à l’intérieur des murailles, en même temps que 1 500 étaient tués entre les fortifications. Selon une opinion bien établie, ils ont cédé le terrain, terrifiés par le miracle d’une vision. Ils disent en effet avoir vu dans le ciel une croix, une Vierge à la blancheur éblouissante et saint Jean qui se dressait en protecteur. Au cours de ce siège, les Turcs eurent 8 000 morts et 15 000 blessés. »

## Histoire

### Une commande royale refusée
Selon l'historien Étienne Hamon, ce tableau correspond à un ordre du roi de France Louis XI, qui en 1483, demande au chapitre de Notre-Dame de Paris d'exposer dans la cathédrale, près du maître autel, un tableau et une statue, en ex-voto de la victoire de Rhodes,. Le 19 septembre 1483, quelques semaines après la mort du roi Louis XI, le chapitre de Notre-Dame reçoit le tableau commémorant la victoire de Rhodes, mais il ne l'expose pas et persévère malgré un rappel à l'ordre du Conseil du roi en mars 1484.
En exécution de la volonté royale, le véritable commanditaire du tableau est Antoine d'Aubusson, qui a participé à la défense de Rhodes en 1480. Ce tableau est peint au même moment qu'est réalisé le manuscrit Gestorum Rhodie obsidionis commentarii, écrit par Guillaume Caoursin, vice-chancelier de l'ordre des Hospitaliers, pour le grand-maître de cet ordre, Pierre d'Aubusson, frère d'Antoine d'Aubusson,,,. Le Siège de Rhodes par les Turcs en 1480 a la même source topographique que les enluminures de ce manuscrit, même si le tableau est plus précis. La représentation de la ville et de ses monuments est très ressemblante aux enluminures du manuscrit, avec les mêmes perspectives, les mêmes détails architecturaux. L'inscription, qui raconte l'essentiel du siège, tire ses informations du manuscrit de Guillaume Caoursin et en suit plus ou moins le texte, en le simplifiant. Le tableau comme le manuscrit font partie d'un même programme de propagande par le texte et par l'image.
En 1483, les scènes de représentation de bataille sont encore rares et en placer une auprès du maître autel de Notre-Dame est une idée audacieuse, même si le tableau montre aussi une apparition de la Vierge salvatrice. Le 23 juin 1484, les chanoines considèrent que ce tableau n'a pas sa place dans leur cathédrale et décident de ne pas l'accrocher, « pour plusieurs raisons » qu'ils n'explicitent pas, mais dont fait sans doute partie la peur de l'iconoclasme.
Le 5 juillet 1484, le roi Charles VIII constate lui-même l'absence du tableau près du maître autel et envoie des émissaires rappeler au chapitre la demande de son père. Quelques jours plus tard, le chancelier du chapitre, Ambroise de Cambray et Guyot Pot, diplomate qui connaît bien l'ordre des Hospitaliers, obtiennent audience auprès du roi pour lui exposer que le tableau contient des scènes « inconvenantes à la vue des fidèles ». Le roi maintient son ordre, en acceptant d'éventuelles retouches au tableau. Le projet d'une statue accompagnant le tableau, voulu par Louis XI, semble abandonné. Toutefois, en 1487, les chanoines rejettent définitivement le tableau et s'en débarrassent, sans que le roi, qui a quitté Paris, n'en dise rien. Le tableau est peut-être récupéré par la famille d'Aubusson pour orner un de ses châteaux ou une de ses églises.

### Après leXVesiècle
Au XIXe siècle, Le Siège de Rhodes par les Turcs en 1480 est conservé par la famille d'Avennes dans son château d'Hermonville. On ignore comment elle l'avait acquis. Elle le vend au marchand d'art Claude Chandon de Briailles qui, en 1916, l'offre à la ville d'Épernay,.